# Municipio de La Yesca
El municipio de La Yesca es uno los 20 municipios que integran el estado mexicano de Nayarit, localizado al este de la entidad y su cabecera es la población de La Yesca.

## Geografía
El municipio de La Yesca se encuentra localizado en el extremo este del territorio nayarita, en una de las zonas más intrincadas de la sierra de Nayarit o del Nayar, lo que siempre ha dificultado las comunicaciones y caracterizado a la zona como una de las aisladas del país. Tiene una extensión territorial de 4328.298 kilómetros cuadrados que representan el 15.52% de la extensión total del estado, es el segundo municipio más extenso de Nayarit.
Sus coordenadas geográficas extremas son 21°10′ - 22°1′ de latitud norte y 103°43′ - 104°29′ de longitud oeste, y su altitud, determinada por su accidentado territorio, va de un mínimo de 300 a un máximo de 2 700 metros sobre el nivel del mar.
El territorio municipio limita al noroeste y oeste con el municipio del Nayar, al oeste con el municipio de Santa María del Oro y al suroeste con el municipio de Jala y el municipio de Ixtlán del Río; al norte, este y sur limita con el estado de Jalisco, en sentido de norte a sur con el municipio de Mezquitic, el municipio de Bolaños, el municipio de San Martín de Bolaños, el municipio de Tequila y el municipio de Hostotipaquillo.

## Demografía
De acuerdo a los resultados del Censo de Población y Vivienda de 2010 realizado por el Instituto Nacional de Estadística y Geografía, la población total del municipio de La Yesca asciende a 13 600 personas.
La densidad poblacional es de 3.14 habitantes por kilómetro cuadrado.

### Localidades
El municipio incluye en su territorio un total de 953 localidades. Las principales, considerando su población del censo de 2010 son:
| Localidad          | Población |
| Total Municipio    | 13 600    |
| Puente de Camotlán | 2 255     |
| Guadalupe Ocotán   | 1 051     |
| Huajimic           | 1 028     |
| Mesa del Tirador   | 767       |
| Apozolco           | 680       |
| La Yesca           | 534       |
| Amatlán de Jora    | 203       |

## Política

### Representación legislativa
Para la elección de diputados locales al Congreso de Nayarit y de diputados federales a la Cámara de Diputados federal, el municipio de La Yesca se encuentra integrado en los siguientes distritos electorales:
Local:
- Distrito electoral local de 13 de Nayarit con cabecera en Santa María del Oro.[4]

Federal:
- Distrito electoral federal 3 de Nayarit con cabecera en Compostela.[5]

### Presidentes municipales
- (2002 - 2005):  Jesús Montoya Toribio
- (2005 - 2008):  Ivideliza Reyes Hernández
- (2008 - 2011):  Marcos Flores Medina
- (2011 - 2014):  Emelia Villagrán López
- (2014 - 2017):  Yahir Paredes Castañeda
- (2017 - 2021):  Ignacio Flores Medina